# Ubisoft San Francisco
Ubisoft San Francisco is een Amerikaans computerspelontwikkelaar gevestigd in San Francisco, Californië. Het bedrijf werd in 2009 opgericht en is een dochteronderneming van Ubisoft.

## Ontwikkelde spellen
| Release | Titel                               | Platform                                                                   |
| ------- | ----------------------------------- | -------------------------------------------------------------------------- |
| 2012    | Rocksmith                           | PlayStation 3, Windows, Xbox 360                                           |
| 2013    | Rocksmith Edition 2014              | PlayStation 3, Windows, Xbox 360                                           |
| 2017    | South Park: The Fractured but Whole | PlayStation 4, Windows, Xbox One                                           |
| 2022    | Rocksmith+                          | Windows, PlayStation 4, PlayStation 5, Xbox One, Xbox Series, Android, iOS |
| 2023    | XDefiant                            | Windows, PlayStation 4, PlayStation 5, Xbox One, Xbox Series, Amazon Luna  |